# Școala Șafeită
Școala șafeită (în arabă: شَافِعِيّ) este una dintre cele patru școli juridice sunnite, împreună cu școala hanbalită, școala hanafită și cea malikită. Aceasta a fost fondată de cărturarul de origine arabă Abū ʿAbdillāh Muḥammad ibn Idrīs aš-Šāfiʿī (în arabă:أَبُو عَبْد ٱلله مُحَمَّد اِبْن إِدْرِيس ٱلشَّافِعِيّ‎, 767–820) ce a fost, totodată, elevul lui Mālik ibn ʼAnas (în arabă: مَالِك اِبْن أَنَس‎, 711–795), întemeietorul școlii malekite, și profesorul lui Aḥmad ibn Ḥanbal (în arabă: أَحْمَد اِبْن حَنْبَل‎, 780–855), întemeietorul școlii hanafite. Aš-Šāfiʿī își întemeiază școala de drept studiind cu atenție Coranul și hadith-ul (în arabă: حَدِيث), precum și practica juridică a primelor generații de musulmani, însă, față de celelalte școli, acordă o atenție particulară hadith-ului – considerat nu numai ca sprijin în interpretarea Coranului, ci și ca sursă în sine pentru jurisprudența musulmană.
Șafeiții adoptă o poziție intermediară între cea tradiționalistă a malikiților și cea pragmatică a hanafiților. Această zonă intermediară va determina, în cele din urmă, ca școala șafeită să fie recunoscută drept cel mai mare maḏhab⁠(en)[traduceți] (în arabă: مَذْهَب) de teologie și viziune ortodoxă din islam.
De-al lungul istoriei timpurii a islamului, Bagdad și Cairo au fost centrele principale ale șafeismului. Din aceste două orașe, învățătura șafeită s-a răspândit în diferite părți ale lumii islamice. În secolul al X-lea, Mecca și Medina au ajuns să fie considerate centrele principale ale școlii, în afara Egiptului. În secolele premergătoare apariției Imperiului Otoman, șafeiții dobândiseră supremația în țările centrale ale islamului. Abia sub sultanii otomani, la începutul secolului al XVI-lea, șafeiții au fost înlocuiți de hanafiți, cărora li s-a dat autoritate judiciară la Constantinopol. Școala șafeită este acum răspândită în Indonezia, Malaiezia, Brunei, nordul Egiptului, Yemen și Africa de Est și are mulți adepți în Palestina, Iordania și Siria. Minoritățile musulmane din Thailanda, Filipine și Singapore urmează, de asemenea, jurisprudența șafeită.

## Istorie

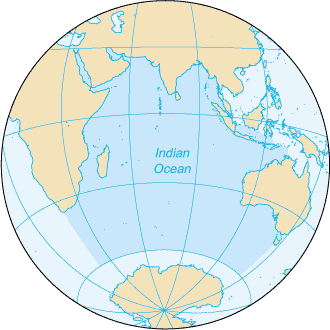
Școala Șafeită se găsește predominant pe litoralul Oceanului Indian.

La jumătate de veac de la moartea profetului Muḥammad (în arabă: مُحَمَّد), în 632, armatele musulmane cuceriseră întreaga Africă de Nord, iar islamul ajunsese din Maroc în Egipt și din Yemen în Caucaz; până în secolul al X-lea, acesta a ajuns să se răspândească pe trei continente. Odată cu rapida răspândire geografică au apărut noi probleme pentru ‘Ulama (în arabă: عُلَمَاء) și judecători în interpretarea și aplicarea unei legi islamice uniforme. Mai mult decât atât, când Califatul Abbasid a venit la putere, la mijlocul secolului al VIII-lea, a schimbat și mai tare situația, întrucât întemeierea unui stat centralizat a impus necesitatea ajungerii la un acord asupra modului în care ar trebui rezolvate disputele și reglementată societatea; iar justificarea religioasă a prezenței abbasizilor la domnie, impunea ca orice decizie luată să fie considerată ca avându-și temeiul în învățăturile islamului. Deși la acea vreme, Coranul, tradiția sau sunna (în arabă: سُنَّة) Profetului materializată în hadith-uri, opiniile grupurilor de cărturari, comportamentele în evoluție sau sunna comunităților locale, erau importante, nu exista un acord asupra relațiilor dintre ele.
Din aceste motive s-a ajuns la un proces de gândire cunoscut drept fiqḥ⁠(en)[traduceți] (în arabă: فِقْه) sau știința legislației religioase, iar rezultatul a fost numit ulterior lege canonică, șaria (în arabă: شَرِيعَة), care în esență este conținută în Coran. Principiile legii conținute în Cartea Sfântă au fost explicate și dezvoltate în hadith, care este a doua sursă a legislației islamice, iar pentru înțelegerea și aplicarea tuturor acestora, a fost utilizat consensul comunității ʼiğmā‘⁠(en)[traduceți] (în arabă: اِجْمَاع), alături de principiul „analogiei", qiyās⁠(en)[traduceți] (în arabă: قِيَاس), folosit pentru înțelegerea și aplicarea prescripțiilor la situații particulare, ceea ce înseamnă punerea în practică a rațiunii umane pentru a compara situații noi cu cele deja prevăzute în legislație. Mai mult, a mai a existat o variație a ponderii așa-numitului „efort de interpretare", iğtiḥād⁠(en)[traduceți] (în arabă: اِجْتِحَاد), care încearca să adapteze legea condițiilor mereu schimbătoare ale existenței concrete a societăți musulmane. În funcție de ponderea acordată „efortului de intrpretare” și în funcție de alte detalii din afara ariei legislației se constituie cele patru școli juridice ale sunnismului, cea șafeită, malikită, hanbalită și hanefită.
Școala safeită a fost întotdeauna puternică în Egipt și, într-o anumită măsură, în Siria. Așadar, Bagdad și Cairo au fost centrele principale ale șafeismului, dar, în secolul al X-lea, în afara acestor două orașe, Mecca și Medina au ajuns să fie și ele considerate centre principale ale școlii. În secolele premergătoare apariției Imperiului Otoman, șafeiții dobândiseră supremația în țările centrale ale islamului. Abia sub sultanii otomani, la începutul secolului al XVI-lea, șafeiții au fost înlocuiți de hanafiți, cărora li s-a dat autoritate judiciară la Constantinopol, în timp ce Asia Centrală a trecut la șiism, ca urmare a ascensiunii safevizilor în 1501. În ciuda acestor evoluții, oamenii din Egipt, Siria și Hidjaz au continuat să urmeze maḏhab-ul șafeit.

## Fundament

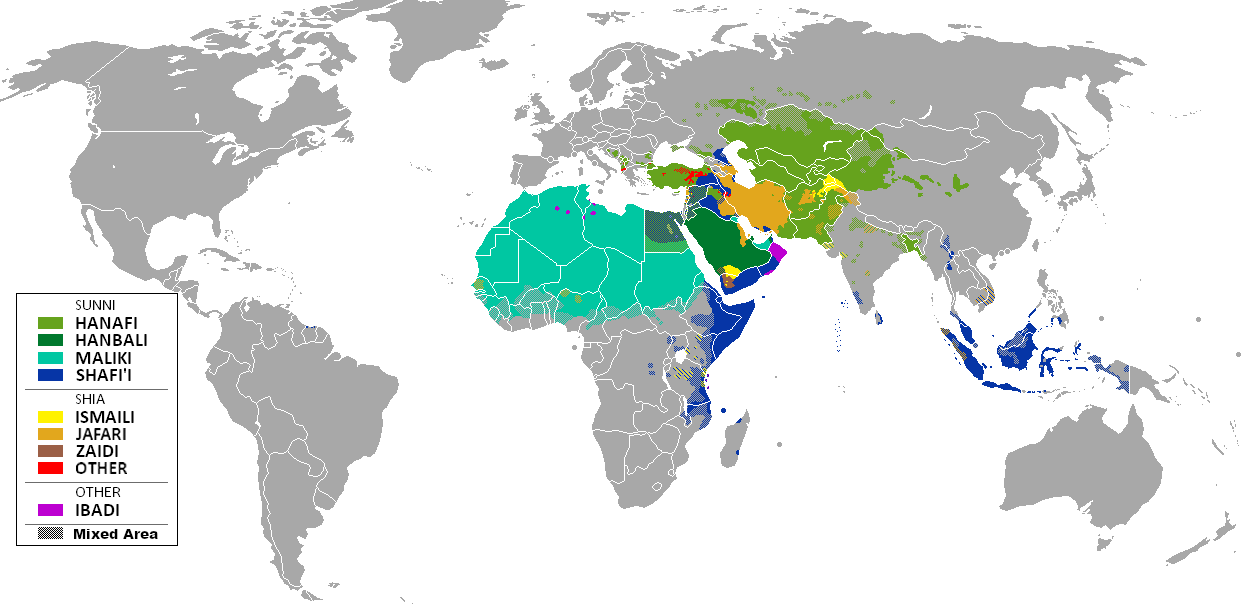
O hartă aproximativă care arată distribuția școlii Șafeite (albastru închis)

Premergător apariției șafeismului, aš-Šāfiʿī a întreprins un proces de gândire în vederea conturării formei exterioare a promulgării prescripțiilor cuprinse ulterior în principiile școlii sale, ce avea următoarea bază: Coranul, susținea el, era expresia literală a Cuvântului lui Dumnezeu: acesta exprima voința lui Dumnezeu, atât ca principii generale, cât și ca precepte în anumite privințe (rugăciunea, dania, postul, pelerinajul, interzicerea adulterului, a vinului și a cârnii de porc), dar, cea mai importantă, în acest proces de definire, era tradiția sau sunna Profetului, așa cum se afla consemnată în hadith. Potrivit lui aš-Šāfiʿī, Coranul și sunna erau la fel de infailibile. Sunna nu putea abroga Coranul, după cum nici Coranul nu putea abroga sunna.
Oricât de clară ar fi fost expresia voinței lui Dumnezeu în Coran sau sunna, mai puteau persista unele probleme de interpretare sau de aplicare a principiilor în situații noi. Pentru metoda de gândire formulată de aš-Šāfiʿī, singura cale ca un musulman obișnuit să evite eroarea era ca acesta să lase problema în seama învățaților în domeniul religiei, astfel încât ei să-și folosească rațiunea pentru a clarifica hadith-ul și Coranul, făcând însă acest lucru în cadrul unor limite stricte. Confruntați cu o situație nouă, cei abilitați să își exercite rațiunea trebuiau să recurgă la analogie, qiyās, ei trebuiau să încerce să găsească un element în mod relevant similar cu un alt element al unei situații asupra căreia se luase deja o decizie, iar un asemenea raționament riguros se numea iğtiḥād. Când dintr-un asemenea raționament rezulta un acord general, acest consens, ʼiğmā‘, urma să fie considerat ca având statutul de adevăr cert și indubitabil. Aš-Šāfiʿī însuși a enunțat această prescripție în termenii cei mai generali: odată ce comunitatea, în întregul ei, cădea de acord într-o anumită privință, chestiunea respectivă era definitiv închisă.
Acestor principii de interpretare aš-Šāfiʿī le-a mai adăugat un element nou, care a fost unanim acceptat: cei care interpretau Coranul și sunna nu puteau face acest lucru fără o cunoaștere adecvată a limbii arabe. Orice musulman, în opinia lui, ar trebui să învețe limba arabă, cel puțin atât cât să facă mărturisirea de credință (în arabă: شَهَادَة), să recite Coranul și să invoce numele lui Dumnezeu; dar un teolog trebuia să știe mult mai mult. Odată ce principiile au fost enunțate și unanim acceptate, se putea încerca o corelare între ele și întregul corp de legi și precepte morale. În acest fel și datorată acestui proces riguros, s-a ajuns în cele din urmă, la întemeierea școlii juridice șafeite, celelalte școli formându-se și având, totodată, atât opinii diferite cu privire la anumite puncte fundamentale ale legii, cât și în privința unor principii de raționament juridic, dar, în special, față de rolul hadith-ului și a legitimității, a limitelor și metodelor iğtiḥād-ului.

## Principii
Aš-Šāfiʿī, fondatorul școlii șafeite de jurisprudență islamică, a fost, inițial, o figură de frunte în tabăra tradiționalistă, care ulterior a urmat un curs de mijloc, între tradiționaliși și raționaliști, curs ilustrat în lucrarea sa de pionierat și, în același timp, în textul de bază al școlii sale, numită Kitab ar-Risāla fī ʼUṣūl al-Fiqh⁠(en)[traduceți] (în arabă: كِتَاب الرِّسَالَة فِي أُصُولِ الفِقْه). Aici, el a susținut că sunna a fost o extensie logică a Coranului și a justificat autoritatea exclusivă a sunnei profetice ca sursă a legii canonice, alături de Coran. Cărturarul s-a apropiat de afirmația conform căreia respingerea sunnei însemna și respingerea Coranului și că acceptarea uneia și respingerea celeilalte erau de neconceput.
Prin urmare, aš-Šāfiʿī are în vedere cinci surse de jurisprudență, ordonate ierarhic, ca având autoritate obligatorie: 
1. Coranul
2. hadith-urile
3. ʼiğmā‘
4. iğtiḥād-ul
5. qiyās

și respinge din sfera legii canonice: preferința pentru ceea ce este mai bun, istisḥān⁠(en)[traduceți] (în arabă: اِسْتِحْسِان) și interesul public, istiṣlāḥ⁠(en)[traduceți] (în arabă: اِسْتِصْلَاح), care din punctul său de vedere nu au niciun temei în Coran și hadith, căci se bazează pe opiniile subiective ale savanților islamici adaptate la contextul politic și la perioadă.
Mărturie a practicilor șafeite stă exemplul potrivit căruia, sub legea șafeită, un om are dreptul să cumpere o sabie, chiar dacă intenționează să ucidă o persoană nevinovată cu ea. De asemenea, un bărbat poate cumpăra o sabie de la cineva pe care l-a văzut folosind-o ca armă a unei crime. Această operațiune de tranzacționare trebuie judecată după conformitatea ei cu regulile formale de drept, și nu după suspiciunea că intenția unei tranzacții este de a încălca legea.
Mai mult, safeiții sunt de părere că un muğtaḥid (în arabă: مُجْتَحِد) nu ar trebui să ezite să schimbe o hotărâre anterioară, fatwā (în arabă: فَتْوَى), în cazul în care aceasta ar aduce o contribuție mai bună în aflarea adevărului. În consecință, aš-Šāfiʿī și-a schimbat frecvent propriile hotărâri anterioare și uneori a consemnat diferite hotărâri cu privire la aceeași problemă. De exemplu, dacă un bărbat își minte soția în privința gradelor lor de rudenie, el poate fi pedepsit. Pentru acest caz, aš-Šāfiʿī oferă două puncte de vedere separate, fără ca vreunul să aibă întâietate față de celălalt. Primul punct dă dreptul soției să aleagă continuarea mariajului sau încetarea lui, iar al doilea punct declară, în mod direct, căsătoria anulată.

## Adepți ai școlii șafeite
- Al-Muzani⁠(en)[traduceți]
- Al-Ghazali
- Al-Nawawi⁠(en)[traduceți]
- Fakhr al-Din al-Razi
- Ibn al-Nafis
- Ibn Kathir⁠(en)[traduceți]
- Izz al-Din ibn 'Abd al-Salam⁠(en)[traduceți]
- Ibn Daqiq al-'Id⁠(en)[traduceți]
- Al-Suyuti⁠(en)[traduceți]